# درجه نظامی
درجه نظامی یا درجه‌بندی نظامی، سامانه‌ای منظم برای تشخیص سلسله مراتب در نیروهای مسلح یا نهادهایی است که توسط نظام سازماندهی می‌شوند. معمولاً یونیفرم و علائم نصب‌شده بر روی آن نشانگر درجهٔ یکدرجه‌بندی نظامی در طول عملیات‌ها و در زمینه‌های پشتیبانی، فرماندهی و هماهنگی پی برده بودند. با گذشت زمان عملیات‌های نظامی بزرگتر و پیچیده‌تر شدند که این موضوع باعث شد تا سامانه‌های درجه‌بندی نیز به نسبت پیچیده‌تر گردند.
امروزه تقریباً در تمام نیروهای مسلح جهان از درجه‌های نظامی استفاده می‌شود. در برخی مقاطع، کشورهای کمونیست استفاده از درجه را منع کردند (مثل ارتش سرخ روسیه شوروی در فاصلهٔ سال‌های ۱۹۱۸ تا ۱۹۳۵، ارتش آزادی‌بخش خلق چین از سال ۱۹۶۵ تا ۱۹۸۸ و ارتش آلبانی از سال ۱۹۶۶ تا ۱۹۹۱). اما پس از این که در عمل به مشکلات عملیاتی مربوط به فرماندهی و کنترل برخوردند استفاده از آن را بار دیگر قانونی ساختند.ASSAY MOOSA

## درجه‌های نظامی در دوران باستان و سده‌های میانه

### درجه‌های نظامی در ایران باستان
سازمان سپاه هخامنشی (سْپادَ) بر پایهٔ سامانهٔ دهدهی بوده‌است که نسبت به رقیب یونانی برتری بسیار داشته‌است و در هیچ سپاه آسیایی تا زمان مغول‌ها به کار گرفته نشده‌است.
- کارَنَ (kārana*): فرمانده کل قوا (به سرداری که قدرت کامل کشوری داشته‌است کارَنَ (kārana*) گفته می‌شده‌است)
- سْپادَپَتی (spādapati*): فرمانده کل سپاه
- بَیوَرَپَتی (baivarapati*): فرمانده سپاه ده‌هزارنفره
- هَزارَپَتی (hazārapati*): فرمانده لشکر هزارنفره
- ثَتَپَتی (θatapati*): فرمانده گردان صدنفره
- دَثَپَتی (daθapati): فرمانده گروهان ده‌نفره

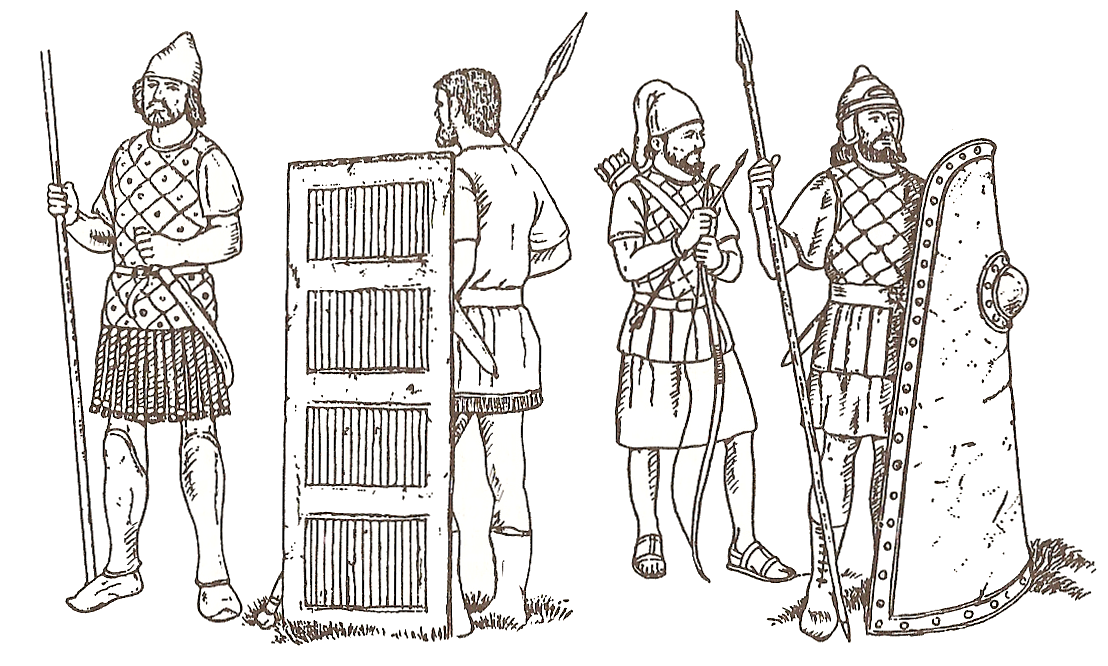
سپاهیان ارتش خشایارشا از چپ به راست: دو سرباز پیاده کلدانی. کماندار بابلی، سرباز پیاده آشوری.

ارتش ایران باستان از چندین گروه‌بندی قابل کنترل تحت فرماندهی یک نفر تشکیل شده بود. این گروه‌بندی‌ها مبتنی بر سیستم شمارش دهدهی بود. برای مثال در ارتش هخامنشیان کوچکترین یگان از ۱۰ نفر سرباز تشکیل شده بود که به آن دَثه‌ (پارسی باستان: daθa «دهه») می‌گفتند و فرمانده آن یک دثه‌پَتی (پارسی باستان: daθapati «ده‌بد») بود. پس از آن یگان ۱۰۰ نفری بود که به آن ثتَه‌ (پارسی باستان: θata «صده») می‌گفتند و فرمانده آن یک ثته‌پتی (پارسی باستان: θatapati «صدبد») بود. یک یگان ۱۰۰۰ نفره هزاره‌ (پارسی باستان: hazāra) نام داشت که فرمانده آن هزاره‌پتی (پارسی باستان: hazārapati هزاربد) خوانده می‌شد و یک یگان ۱۰٬۰۰۰ نفری بَیوَره (پارسی باستان: baivara) نامیده می‌شد که فرمانده آن یک بیوره‌پتی (پارسی باستان: baivarapati «بیوربد») بود. کل نیروهای مسلح هخامنشیان سپاده (پارسی باستان: spāda- «سپاه») و فرمانده کل نیروهای مسلح سپاده‌پَتی (پارسی باستان: spādapati «سپاهبد») خوانده می‌شدند.
در زمان اشکانیان نیز نیروهای مسلح سپاذ (پارتی: spāδ) و فرمانده کل نیروهای مسلح سپاذبد (پارتی: spāδbad) خوانده می‌شدند. اما در سپاه اشکانیان صده‌ها «وَست» (پارتی: wast)، هزاره‌ها «درفش» (پارتی: drafš) و بَیوَره‌ها «گُند» (پارتی: gund) نامیده می‌شدند. فرماندهان این یگان‌ها «وست‌سالار» (پارتی: wast-sālār)، «درفش‌سالار» (پارتی: drafš-sālār) و «گند سالار» (پارتی: gund-sālār) نامیده می‌شدند.
در زمان ساسانیان نیز سپاه (پارسی میانه: spāh) بر پایه سیستم شمارش دهدهی گروهبندی می‌شد، فرمانده آن سپاهبد (پارسی باستان: spāhbed) خوانده می‌شد. دهه‌ها «رده» (پارسی میانه: radag) و صده‌ها «تَهم» (پارسی میانه: tahm) نامیده و فرمانده آن تهم‌دار (پارسی میانه: tahmdār) خوانده می‌شدند. یگان‌های ۵۰۰ نفره «وَشت» (پارسی میانه: wašt) و فرمانده آن «وشت‌سالار» (پارسی میانه: wašt-sālār) نام داشته‌اند. یک یگان ۱۰۰۰ نفره درفش (پارسی میانه: drafš) نام داشت که فرمانده آن درفش‌سالار (پارسی میانه: drafš-sālār) خوامده می‌شد و یک یگان ۵٬۰۰۰ نفری گند (پارسی میانه: gund) نامیده می‌شد که فرمانده آن یک گندسالار (پارسی میانه: gund-sālār) بود.
تاریخ‌نگاران موفق به کشف سمت‌های نظامی زیر در ارتش‌های اشکانی و ساسانی شده‌اند:
- فرمانده کل قوا: ایران‌اسپهبد (که در زمان خسرو یکم برای هر چهار گوشه مرز کشور از یک اسپهبد جانشین استفاده می‌شد)
- فرمانده سواره‌نظام: اسپوارگان سالار (اشکانی) یا اسواران سالار (ساسانی)
- فرمانده کمانداران: تیربد
- فرمانده پیاده‌نظام: پایگان سالارپو
- فرمانده دژبانان: ارگبد
- فرمانده مرزبانان: مرزپاون (اشکانی) یا مرزبان (ساسانی)
- فرمانده مرزبانی آسیای مرکزی کنارنگ نام داشت.

### درجه‌های نظامی در یونان باستان
آتنی‌ها از سال ۵۰۱ پیش از میلاد هر سال ۱۰ نفر را به عنوان استراتیگوس انتخاب می‌کردند. هر کدام از این افراد نماینده یک قبیله بودند که از زمان برپایی دموکراسی تشکیل شده بود. استراتیگوس از لحاظ لغوی به معنای «فرمانده ارتش» بود که امروزه معمولاً به صورت «ژنرال» یا «امیر» ترجمه می‌شود. در ابتدا این امرا با پولمارکوس پیر (فرمانده جنگ) کار می‌کردند اما بعدها این شخص تمام اختیارات نظامی خود را از دست داد.
این ده امیر با هم برابر بودند و سلسله مراتب خاصی بین آن‌ها برقرار نبود. با این حال شکل ساده‌ای از دموکراسی برقرار بود: برای مثال در جنگ ماراتن در سال ۴۹۰ پیش از میلاد این امرا با اکثریت آرا طرح نبرد را آماده کردند. البته مأموریت‌های خاصی نیز ممکن بود به هر کدام از ایشان واگذار شود و به ناچار لازم بود که بین ایشان تقسیم مسئولیت وجود داشته باشد.
درجه‌ای که بعد از امیر وجود داشت، درجهٔ تاکسیارخوس یا تاکسیارهوس بود که می‌توان آن را با سرتیپ امروزی مشابه دانست. در اسپارت به این درجه پولمارکوس می‌گفتند. یک درجه پایین‌تر از آن سینتاگماتارخیس قرار داشت که آن را به صورت «فرمانده هنگ» (سینتاگما) ترجمه کرده‌اند و علی‌القاعده می‌توان آن را با سرهنگ برابر دانست. پس از آن تاگماتارخیس قرار داشت که فرماندهی یک تاگما را (که نزدیک به گردان امروزی است) بر عهده داشت. این درجه تقریباً برابر با درجهٔ لگاتوس در لژیون روم است. یک درجه پایین‌تر لوخاگوس قرار داشت که افسری بود که یک واحد پیاده‌نظام به نام لوخوس به استعداد ۱۰۰ نفر را فرماندهی می‌کرد. لوخوس را می‌توان شبیه به گروهان امروزی دانست که توسط یک سروان یا ستوان هدایت می‌شود.
یک هنگ سواره‌نظام یونانی هیپارکیا نامیده می‌شد که توسط یک هیپارکوس یا هیپارک فرماندهی می‌شد اما یک سواره‌نظام اسپارت هیپارموستس نام داشت. هیپوتوکسوتس نام یک کماندار سواره بود. فرمانده یک گروهان سواره‌نظام نیز تتراکس یا تترارک نامیده می‌شد.
سلسله مراتب نظامی در بسیاری از دولت شهرهای یونانی از شهروندان عادی تشکیل شده بود. سربازان پیاده‌نظام سنگین‌اسلحه هوپلیت نامیده می‌شوند و هوپلوماکوس نام استاد مشق یا اسلحه بود.
در آن هنگام که آتن تبدیل به یکی از قدرت‌های دریایی شد، فرماندهی ناوگان‌ها به ارشدترین امرای نیروی زمینی سپرده شد. هر کشتی جنگی توسط یک تریرارکوس یا تریارک فرماندهی می‌شد. تریارک در اصل به معنی «افسر کشتی جنگی» بود اما بعدها با ظهور انواع کشتی‌های دیگر نیز همچنان برای نامگذاری فرمانده آن‌ها استفاده می‌شد. همچنین همانند نیروهای دریایی امروزی مسئولیت‌های مختلف در کشتی به افراد تحت امر سپرده شد. از آن میان می‌توان به کیبرنتس یا سکاندار، کلئوستس یا مسئول سرعت پاروزنی و تریرائولس که مسئول نواختن فلوت برای هماهنگی پاروزنان بود اشاره کرد. به دنبال تخصصی‌سازی امور نظامی در آن زمان یک استراتیگوس دریایی جای خود را به نائورکوس داد که یک افسر دریایی بود و می‌توان آن را با دریاسالار مقایسه کرد.
با رشد مقدونیه تحت فرمان فیلیپ دوم و اسکندر مقدونی ارتش یونان رو به حرفه‌ای شدن گذاشت. تاکتیک‌ها پیچیده‌تر گشته و سطوح بیشتری به درجه‌بندی‌های نظامی اضافه شدند. سربازان پیاده در آرایشات فالانکس پیاده‌نظام سنگین‌اسلحه به نام فالانژیت سازماندهی شدند. این فالاتژها جزو نخستین واحدهایی بودند که به مشق نظامی پرداختند. آن‌ها در یک چهارگوش تنگ آرایش داده می‌شدند که معمولاً هشت نفر عمق داشت و هر ستون (یا صف) دارای یک فرمانده بود. یک فرمانده جانشین هم در وسط بود تا خطوط پشتی بتوانند در صورتی که نیروی بیشتری در جلو لازم بود به کناره‌ها بروند.
تترارکیا نام یک واحد چهار ستونی بود و تترارکس یا تترارک نام فرمانده چهار ستون بود؛ دیلوکیا نام یک واحد دو ستونی بود که عنوان فرمانده آن دیلوکیتس بود؛ لوکوس عنوان یک واحد تک ستونی بود که یک لوکاگوس فرمانده آن بود؛ دیمویریا نام یک واحد نیم ستونی بود که فرمانده آن عنوان دیمویریتس داشت. عنوان دیگری که برای این واحد آورده شده‌است همیلوکیون به فرماندهی همیلوکیتس می‌باشد.
یگان‌های متفاوت به صورت‌های دیگری تقسیم‌بندی می‌شدند و بنابراین فرماندهان آن‌ها القاب دیگری داشتند. برای مثال تحت سیستم شمارش دهدهی، یک دِکاس یا دِکانیا نام یک یگان ده نفره بود که توسط دکارکوس فرماندهی می‌شد و یک هکتاتونتارکیا نام یک یگان ۱۰۰ نفره بود که توسط یک هکتاتونتارکس هدایت می‌شد. کیلیوستیس یا کیلیارکیا نام یک یگان ۱۰۰۰ نفره بود که توسط یک کیلیارکس فرماندهی می‌شد.
سواره‌نظام یونان که اسکندر به خاطر آن (از لحاظ نظامی) شهرت پیدا کرد تنوع بیشتری یافت. در زمان وی سواره‌نظام سنگین‌اسلحه و سواره‌نظام جناحی (ilè) به وجود آمدند که فرمانده هر ایله یک ایلارکس بود.

### درجه‌های نظامی در روم
کاربرد درجه‌های رسمی نظامی در ارتش روم با ظهور لژیون‌های رومی و پس از اصلاحات گایوس ماریوس وسعت یافت. در این سامانهٔ جدید، یک لژیون توسط یک لِگات (لگاتوس) که غالباً سناتور بود به مدت سه سال فرماندهی می‌شد. پس از مقام لگات شش افسر نظامی قرار داشتند که به آن‌ها تریبونی میلیتوم می‌گفتند. از میان آن‌ها پنج نفر دارای رتبهٔ اسب‌سواران و یک نفر نجیب‌زاده بود که باید کاندیدای سناتوری می‌بود.
تریبونی میلیتوم افسران ارشد ارتش روم بودند که فرماندهی واحدهایی را بر عهده داشتند که تقریباً برابر با گردان و تیپ در ارتش‌های آمریکا و بریتانیا در زمان کنونی است (درجه‌های مشابه آن در زمان کنونی عبارتند از سرگرد، سرهنگ دوم، سرهنگ و سرتیپ). به یاد داشته باشید که این مقایسه‌ها دقیق نیستند زیرا ساختار فرماندهی ارتش روم که برگرفته از نوشته‌های نویسندگان سدهٔ چهارم میلادی همچون وجتیوس یا یادداشت‌های سزار دربارهٔ اشغال گالیا و جنگ داخلی بودند بسیار با ساختار سازمان‌های نوین که از گروهان‌های مزدور قرون وسطی شکل گرفته‌اند متفاوت است.
مردان جنگجویی که در لژیون می‌جنگیدند به چند رتبه تقسیم‌بندی می‌شدند. تحت سیستم جدید ماریوس، لژیون به ده کوهورس تقسیم می‌شد که هر کدام از آن‌ها از شش سنتوری به استعداد بین ۶۰ تا ۱۶۰ سرباز تشکیل می‌شد. هر سنتوری را یک سنتورین (سنتوریو) فرماندهی می‌کرد. چندین افسر جزء همچون اوپتیو، سنتورین را همراهی می‌کردند. سنتوری‌ها سپس به ده کونتوبرنیا تقسیم می‌شدند که هر کدام دارای هشت سرباز بود. به هر سرباز جمعی این گروه، سرباز (میلیتِ) یا لژیونر گفته می‌شد.
رومی‌ها در اجرای نظم در ارتش بسیار سختگیر بودند به حدی که در صورت موافقت فرمانده، هر نظامی تحت امر در معرض تنبیهات بدنی یا اعدام قرار داشت. برای مثال اگر یک کوهورس در نبرد شکسته می‌شد، مجازات آن اعدام به‌صورت دکیماتیو بود. در این شیوه ده سرباز انتخاب می‌شدند و یکی از آن‌ها به قید قرعه برگزیده می‌شد. نُه نفر دیگر مجبور بودند او را سنگسار کرده یا با چماق بکشند. به این نه نفر از آن به بعد به جای گندم، جو داده می‌شد و از خوابیدن آن‌ها در اردوگاه جلوگیری به عمل می‌آمد.

### درجه‌های نظامی مغول‌ها
در امپراتوری مغول درجه‌بندی نظامی به معنای نوینی که از عناوین سلسه مراتب در زمان معاصر بر می‌آید وجود نداشت. با این حال ارتش دارای سلسله مراتب فرماندهی بود. سازمان ارتش مغول‌ها مبتنی بر سامانهٔ ده‌دهی بود که می‌توان آن را با شاهنشاهی هخامنشی مقایسه کرد. ارتش بر پایهٔ گروه‌های ۱۰ نفره به نام آرباری استوار بود که توسط یک نفر فرماندهی می‌شدند. هر ده آرباری یک گروهان صد نفره به نام ژاگوری تشکیل می‌دادند که یک فرمانده داشت. یگان بالاتر یک هنگ به استعداد هزار نفر بود که می‌نگاری نام داشت و توسط یک نویان فرماندهی می‌شد. بزرگترین یگان سازمانی این ارتش از ده هزار سرباز شکل گرفته بود که تومن نام داشت و توسط یک نویان منتخب فرماندهی می‌شد. مونگالیسن نیز عنوان کسی بود که ما به آن فرمانده ارتش می‌گوییم.

### درجه‌های نظامی در قرون وسطی
پرداختن به درجه‌ها و تقسیمات نظامی اروپا و تأکید بر نام‌های لاتین آن‌ها در این بخش صرفاً از آن رو صورت می‌گیرد که این موارد بعدها در بسیاری از نقاط دنیا مورد تقلید قرار گرفتند. از اینرو بررسی ریشه‌های این جزئیات لازم به نظر می‌رسد.

#### فرماندهی عالی در ارتش‌های قرون وسطی
در قرون وسطیٰ در اروپا، ارتش شاه تحت فرمان عالی‌ترین افسر قرار می‌گرفت و هم‌او بود که فرمانده کل قوا می‌شد. از آن پس تمام افسران محلی و فرماندهان پادگان‌های دژهای مهم باید از وی فرمان می‌بردند. همچنین یک افسر با درجهٔ فیلد مارشال (بزرگ‌ارتشبد) به وی کمک می‌کرد و مسئول برپایی اردوهای ارتش بود. (مارشال‌ها به عنوان فرماندهان امور پشتیبانی عمل می‌کردند و توسط دربارهای پادشاهی و نجبا به کار گرفته می‌شدند) افسر عالی‌رتبه مذکور از فرماندهی سواره‌نظام به فرماندهی کل ارتش می‌رسید.

#### خاستگاه درجه‌های نظامی نوین
| درجه‌های جدید و قدیم ارتش ایران | درجه‌های جدید و قدیم ارتش ایران | درجه‌های جدید و قدیم ارتش ایران |
| امروزی                         | اوایل دوره رضاشاه              |                                |
| ------------------------------ | ------------------------------ | ------------------------------ |
| سرلشکر                         | امیر لشکر                      |                                |
| سرتیپ                          | -                              |                                |
| سرهنگ                          | -                              |                                |
| سرهنگ دوم                      | نایب‌سرهنگ                      |                                |
| سرگرد                          | یاور                           |                                |
| سروان                          | سلطان                          |                                |
| ستوان یکم                      | نایب اول                       |                                |
| ستوان دوم                      | نایب دوم                       |                                |
| ستوان سوم                      | نایب سوم                       |                                |
| استوار یکم                     | معین نایب درجه یک              | معین نایب درجه یک              |
| استوار دوم                     | معین نایب درجه دو              | معین نایب درجه دو              |
| سرگروهبان                      | وکیل اول                       | وکیل اول                       |
| گروهبان دوم                    | وکیل راست.                     | وکیل راست.                     |
| گروهبان سوم                    | وکیل چپ                        | وکیل چپ                        |
| -                              | تابین اول                      | تابین اول                      |
| سرباز                          | تابین                          | تابین                          |

در آن هنگام که دوران سده‌های میانه‌رو به پایان می‌رفت، ساختار درجه‌بندی ارتش‌های این دوره رسمی‌تر می‌شد. در این دوره به افسران رده بالا، افسر تأییدشده (commissioned officers) می‌گفتند زیرا درجه‌های آن‌ها از طریق تصویب در کمیسیون‌های پادشاهی به آنان ابلاغ می‌شد. با این حال این کمیسیون‌ها تنها برای طبقهٔ ممتاز کشورهای اروپایی در نظر گرفته می‌شدند که از میان آن‌ها می‌توان به اشراف در سرزمین اروپا و طبقهٔ با اصالت و باسواد در بریتانیا اشاره کرد.
بنیادی‌ترین واحد نظامی در ارتش‌های قرون وسطی، کمپانی (Company = گروهان) نام داشت. سربازان این کمپانی‌ها یا گروهان‌ها نفراتی بودند که توسط یک حاکم خراج‌گزار تعیین (یا تربیت) می‌شدند تا برای وی (و بعدها برای شاه) خدمت کنند یا بجنگند. حاکم خراج‌گزار که فرمانده این گروهان بود، خود یک افسر تأییدشده با درجهٔ کاپیتان (Captain = سروان) بود. کاپیتان از واژهٔ متأخر لاتین با عنوان کاپیتانوس و به معنای سرکرده یا رئیس گرفته شده بود.
عنوان افسر تأییدشده‌ای که در کنار کاپیتان قرار می‌گرفت لوتنانت (lieutenant = ستوان) بود. این واژه از زبان فرانسه برآمده بود و خود از ترکیب دو کلمهٔ lieu به معنای مکان یا موقعیت و tenant به معنای نگهداری یا حفظ تشکیل شده بود. در نتیجه لوتنانت کسی بود که مسئول حفظ موقعیت در زمان غیاب مافوق می‌بود. اما در آن هنگام که لوتنانت در مقام همکار کاپیتان قرار نداشت، وی را مسئول یک دسته، به خصوص دستهٔ ویژه می‌کردند.
افسر تأییدشده‌ای که پرچم گروهان (پیاده) را حمل می‌کرد اِنساین (Ensign = پرچم‌دار) نام داشت. اصل این واژه از ریشهٔ لاتین به نام اینساینا به معنای علامت بود. معادل این درجه در یگان‌های سواره کورنت (Cornet) بود. اما در کاربرد انگلیسی در سده ۱۹ میلادی این درجات با هم ترکیب شدند و درجه‌ای واحد به نام ستوان دوم (Second Lieutenant) تشکیل شد.
شاه به تمام افسران، تأییدیه یا کمیسیون نمی‌داد. به متخصصان شاخص در ارتش حکمی داده می‌شد تا گواهی بر تخصص ایشان باشد. این افسران حکم‌دار (Warrant Officers) به افسران تأییدشده یاری می‌رساندند و از همین رو است که در زبان فارسی به ایشان ستوان‌یار گفته می‌شود. درجهٔ این ستوان‌یارها از لحاظ سازمانی بالاتر از افسران تأییدنشده بود. ایشان به جای آن که مقام خود را از شاه دریافت کنند، از افسران ارشد خود می‌گرفتند. بالاترین درجهٔ افسران تأییدنشده سارجنت (Sergeant = سرگروهبان) بود. اولین سارجنت‌ها خدمتگزاران مسلح اشراف بودند که مسئول فرماندهی، سازماندهی و تربیت یگان‌های شبه‌نظامی برای نبرد بودند. سارجنت‌ها پس از آن که سال‌ها بر یک اِسکواد (Squad = گروه یا جوخه) فرماندهی می‌کردند به این درجه دست می‌یافتند. اما معمولاً اگر یک سارجنت در هنگام ترفیع مسئول یک اسکواد می‌بود به یک افسر ستاد تبدیل می‌شد. افسران تأییدشدهٔ ستادی در زمینه‌های پرسنلی، اطلاعاتی، عملیاتی و پشتیبانی به فرمانده کمک می‌رساندند اما سارجنت‌ها (سرگروهبان‌ها) مسئول انجام تمام امور پادگانی بودند تا سربازان به بهترین نحو ممکن به فرمانده خدمت کنند. درجهٔ گروهبانی در طول زمان به چند درجه تقسیم شد و فرماندهان سطوح مختلف ارتش از گروهبان‌هایی در سطوح مختلف استفاده می‌کردند.
درجهٔ فرمانده یک اِسکواد (جوخه یا گروه) کورپورال (Corporal = سرجوخه) بود. کمکِ سرجوخه‌ها فردی بود که درجهٔ لَنسِپِساد (lancepesade) داشت. لَنسِپِسادها از میان کهنه‌سربازان انتخاب می‌شدند و وظیفه‌شان کمک‌رسانی به سرجوخه یا انجام وظایف وی بود. اصل واژهٔ لَنسِپِساد از زبان ایتالیایی و به معنای سپرشکسته بود که به تجربهٔ بالای ایشان در جنگ اشاره داشت. اولین لنسپسادها سربازان باتجربه‌ای بودند که به سرجوخه کمک می‌کردند یا وظایف وی را انجام می‌دادند. همین عملکرد دوم ایشان بود که باعث شد ارتش‌ها به دید یک سرجوخه به لنسپسادها نگاه کنند. به همین جهت درجهٔ لنس کورپورال (Lance Corporal = بالاتر از سرباز یکم و پایین‌تر از سرجوخه) ابداع شد که از ترکیب درجات لنسپساد و سرجوخه به وجود آمد.
پادشاهان همزمان با پایان یافتن قرون وسطی به‌طور گسترده‌تری رو به سربازان با تجربه آوردند تا از آن‌ها به جای سربازان غیرحرفه‌ای در سطوح پایین ارتش خود استفاده کنند. هر کدام از این سربازان حرفه‌ای شغل خود را از یک پرایوِت (Priavate = به معنای محرمانه و به اصطلاح سرباز) آغاز می‌کردند. یک پرایوت کسی بود که شغل خود را با امضای یک قرارداد محرمانه با فرمانده گروهان به منظور انجام وظیفه در برابر دریافت پول شروع می‌کرد. افزایش دستمزد ایشان با دریافت مالیات از مردم میسر می‌شد؛ دهقانان و خرده‌مالکان فقیر که خدمت وظیفهٔ خود را که ۴۰ روز در سال بود تکمیل نمی‌کردند مجبور به پرداخت مالیات بودند. این مالیات از خزانهٔ پادشاهی به فرمانده گروهان داده می‌شد تا وی به استخدام و عقد قرارداد با سربازان حرفه‌ای بپردازد.

#### منشأ درجه‌های بالاتر
| درجه‌های ارتش ایران | درجه‌های ارتش ایران | درجه‌های ارتش ایران |
| نیروها             | نیروها             | نیروها             |
| زمینی و هوایی      | دریایی             |                    |
| ------------------ | ------------------ | ------------------ |
| ارتشبد             | دریابد             |                    |
| سپهبد              | دریاسالار          |                    |
| سرلشکر             | دریابان            |                    |
| سرتیپ              | دریادار            |                    |
| سرتیپ دوم          | دریادار دوم        |                    |
| سرهنگ              | ناخدا یکم          |                    |
| سرهنگ دوم          | ناخدا دوم          |                    |
| سرگرد              | ناخدا سوم          |                    |
| سروان              | ناوسروان           |                    |
| ستوان ۳، ۲ و ۱     | ناوبان ۳، ۲ و ۱    |                    |
| استوار ۲ و ۱       | ناواستوار ۲ و ۱    | ناواستوار ۲ و ۱    |
| گروهبان ۳، ۲ و ۱   | مهناوی ۳، ۲ و ۱    | مهناوی ۳، ۲ و ۱    |
| سرجوخه             | سرناوی             | سرناوی             |
| سرباز ۲ و ۱        | ناوی ۲ و ۱         | ناوی ۲ و ۱         |
| سرباز              | ناوی               | ناوی               |

با توسعهٔ ارتش‌ها که بر پایهٔ چندین گروهان بنا شده بودند، یک کاپیتان (سروان) به فرماندهی کل نیروهای رزمی گمارده شد و به وی لقب ژنرال (General = به معنی کلی یا دارندهٔ کل قدرت) داده شد. (ارتش‌های ملی ارتش مخصوص شاه بودند. ارتش‌های رزمی نیز توسط شاه و به منظور شرکت در نبردهای بزرگ آماده می‌شدند) در تاریخ فرانسه لوتنانت دو غو (lieutenant du roi) به افسری گفته می‌شد که همراه با نیروی نظامی فرستاده می‌شد تا نماینده شاه در استان‌های مختلف باشد. گاهی اوقات به لوتنانت دو غو لقب لوتنانت ژنرال (lieutenant general = سپهدار) داده می‌شد تا وی از لوتنانت‌هایی (ستوان‌هایی) که تابع کاپیتان‌ها (سروان‌ها) بودند متمایز شوند. به سارجنت یا سرگروهبانی که در نقش یک افسر ستادی تحت امر یک کاپیتان ژنرال (فرمانده کل) انجام وظیفه می‌کرد، سارجنت-مِیجر ژنرال گفته می‌شد (یعنی وی سرگروهبان ارشد فرمانده کل بود) بعدها سارجنت-مِیجر ژنرال به میجر ژنرال تخفیف پیدا کرد و کاپیتان ژنرال به واژه ژنرال مخفف شد. تناقض جزئی که امروزه در ترتیب درجات غربی وجود دارد نیز از همین‌جا است؛ به این شکل که یک میجر (سرگرد) از یک لوتنانت (ستوان) بالاتر است اما یک میجر ژنرال (سرلشکر) از لوتنانت ژنرال (سپهبد) پایین‌تر قرار می‌گیرد.
با بزرگ شدن ارتش‌ها، اشراف‌زادگی و هویت یگانی همچنان در سطح هنگ‌ها مهم به نظر می‌رسید. شاه سوئد به نام گوستاووس آدولفوس دوم، یک یگان تاکتیکی به نام بریگاد (Brigade = تیپ) تشکیل داد که توسط یک بریگادیر ژنرال (Brigadier General = سرتیپ) فرماندهی می‌شد. این یگان به آن منظور معرفی شد تا ساختار ارتش را که مبتنی بر هنگ‌ها بود تغییر دهد. بریگادا (brigada) یک یگان مرکب بود که از پیاده‌نظام، سواره‌نظام و توپخانه عادی و به منظور انجام عملیات‌های ویژه تشکیل شده بود. اندازهٔ هر بریگادا حدوداً به اندازهٔ دو هنگ بود. به جرأت می‌توان گفت که بریگادا که در سده ۱۷ میلادی شکل گرفته بود نمونه‌ای از گروه‌های رزمی مدرن است.
در سال‌های پایانی سده ۱۶ میلادی، گروهان‌ها را در هنگ‌ها سازماندهی می‌کردند. افسرانی که برای فرماندهی این هنگ‌ها تأیید می‌شدند کلنل (colonel = سرهنگ) (به معنی افسر ستون یا رکن) نامیده می‌شدند. این سرهنگ‌ها برای اولین بار توسط پادشاه اسپانیایی به نام فرناندوی دوم، پادشاه آراگون منصوب شدند که در آن جا به ایشان کورونِلو (coronello) گفته می‌شد که به معنای افسری بود که توسط تاج و تخت شاهی منصوب گردیده‌است. تلفظ انگلیسی این واژه نیز که در فارسی هم نفوذ کرده از همین‌جا مشخص می‌گردد.
نخستین کلنل‌ها (سرهنگ‌ها) کاپیتان‌هایی (سروان‌هایی) بودند که توسط شاه برای فرماندهی یک هنگ منصوب می‌شدند. لوتنانت‌ها یا ستوان‌هایی که برای وی کار می‌کردند نیز لوتنانت کلنل (Lieutenant Colonel = سرهنگ دوم) نامیده می‌شدند. در سده ۱۷ میلادی، سارجنتِ (سرگروهبان) تحت امر یک کلنل (سرهنگ) نیز سارجنت مِیجر (Sergeant Major = تقریباً معادل سرگرد) نامیده می‌شد. این سرگروهبان‌های هنگ، افسران رزمی بودند که پس از سرهنگ و سرهنگ دوم در مقام سوم فرماندهی قرار می‌گرفتند. وظیفه‌شان هم شبیه به sergeants major قدیم بود ولی با کمی تفاوت در اندازه و سطح کار. آن مقام پیشین به sergeant major general تبدیل شد تا از این درجهٔ جدید متفاوت باشد. در طول زمان جزء سارجنت (سرگروهبان) از هر دو عنوان ساقط شد زیرا هر دوی آن‌ها برای افسران تأییدشده‌استفاده شدند. به این شکل بود که درجه‌های میجر (Major = سرگرد) و میجر ژنرال (Major General = سرلشکر) مشهور شدند.
استفاده از عنوان کامل سارجنت میجر (sergeant major) در سال‌های پایانی سده ۱۸ رو به افول نهاد. زیرا در این دوران از این عنوان بیشتر برای افسران ارشد تأییدنشدهٔ یک گردان پیاده یا هنگ سواره استفاده می‌شد.
بعدها هنگ به چند گردان تقسیم شد و یک سرهنگ دوم به عنوان افسر آمر و یک سرگرد به عنوان افسر اجراییات بر آن‌ها گماشته شدند.

## درجه‌های نوین
نیروهای نظامی نوین سه گروه کلی از پرسنل نظامی را مشخص می‌کنند. این گروه‌ها در قرارداد ژنو به این صورت ذکر شده‌اند: افسران، درجه‌داران و سربازان.

### افسران تأییدشده
افسران در ارتش با داشتن تأییدیه افسری (کمیسیون) (که امروزه مشروط به گذراندن دانشگاه افسری و دوره‌های خاص است) از دیگران متمایز می‌شوند. ایشان به منظور به دست گرفتن پست‌های فرماندهی آموزش می‌بینند.
افسران سپس به چند سطح تقسیم می‌شوند که برای مثال این تقسیمات در ارتش کانادا چهار سطح را شامل می‌شود:
- امیر، دریاسالار یا افسر هوایی
- افسران رزمی یا ارشد
- افسران گروهان یا افسران جزء
- افسران تابع (مانند دانشجوی دانشکده افسری دریایی یا زمینی در نیروهای مسلح کانادا)

#### امیر، امیر دریایی یا افسر هوایی
آن دسته از افسرانی که معمولاً بر یگان‌ها یا آرایش‌هایی فرماندهی می‌کنند که انتظار می‌رود بتوانند تا مدت مدیدی به‌طور مستقل عمل کنند (مانند تیپ یا بالاتر، ناوتیپ یا اسکادران دریایی) امیر یا تیمسار نامیده می‌شوند. در ارتش ایران و برخی کشورهای دیگر برای اشاره به این افسران در هر نیرویی که باشند از لقب امیر استفاده می‌شود اما در کشورهای دیگر ممکن است از القاب دیگری استفاده شود. برای مثال در ارتش آمریکا برای اشاره به فرماندهان عالی نیروی زمینی، تفنگداران دریایی و نیروی هوایی از لقب ژنرال (امیر) استفاده می‌شود در حالی که برای فرماندهان نیروی دریایی از Flag Officer (به معنای امیر دریایی) استفاده می‌گردد. همچنین در برخی از کشورهای مشترک‌المنافع از لقب افسر هوایی برای خطاب به فرماندهان هوایی استفاده می‌شود.
درجات امرای ارتشی در نیروی زمینی غالباً شامل این موارد است: ارتشبد، سپهبد، سرلشکر و سرتیپ. با این حال ممکن است در کشورهای مختلف اختلافات کوچک یا بزرگی نیز دیده شود.
در نیروی دریایی نیز درجات امرا عبارت است از: دریابد، دریاسالار، دریابان، دریادار. در برخی از کشورها ناخدا یکم را هم جزو امرا حساب می‌کنند.
در ارتش بریتانیا و بسیاری از کشورهای مشترک‌المنافع، از درجات جداگانه‌ای برای خطاب به امرای نیروی هوایی استفاده می‌شود اما در کشورهایی همچون ایران، کانادا، ایالات متحده و بسیاری از کشورهای قاره آمریکا از درجات مشابه نیروی زمینی (به همراه تقسیمات مبتنی بر اصطلاح سرتیپ) استفاده می‌شود.
در برخی از کشورها به خصوص ایالات متحده برای اشاره به این امرا از اصطلاح ستاره‌دار استفاده می‌شود که اشاره به ستاره‌هایی دارد که ایشان بر سردوشی خود نصب می‌کنند: به‌طور معمول سرتیپ دارای یک ستاره است و امرای بالاتر هر کدام دارای یک ستاره بیشتر از درجهٔ پایین‌تر هستند. در ایالات متحده بیشینهٔ تعداد ستاره‌ها پنج عدد بود که در تمام نیروها (به جز نیروی تفنگداران دریایی و گارد ساحلی) وجود دارد. با این حال در مواردی هم بوده‌است که شش ستاره به امرا اعطا شده که ژنرال جان ج. پرشینگ نمونه‌ای از آن‌ها است. به جرج واشینگتن نیز پس از مرگ چنین درجه‌ای داده شد. همچنین در نیروی دریایی نیز یک بار درجه شش ستارهٔ امیری به دریابد جرج دووی اعطا شد و پس از مرگ وی این درجه ملغی اعلام شد)
برخی از عناوین درجات واقعی نیستند بلکه به خاطر کار خاص یا تجلیل از افسران به آن‌ها گفته می‌شود. برای مثال در ارتش فرانسه Général de corps عملکردی دارد که از برخی Généraux de division انتظار می‌رود و Maréchal de France که به بالاترین مقام نظامی گفته می‌شود برخی اوقات قدرت فرماندهی عملی کسانی را که ملقب به آن هستند زیر سؤال می‌برد. در نیروی دریایی ایالات متحده، کُمودور (Commodore) یک ناخدا یکم ارشد است که فرماندهی یک اسکادران دریایی را بر عهده دارد. این اسکانداران آن قدر بزرگ نیست که به یک دریادار دوم سپرده شود. کمودور در گذشته به عنوان درجه استفاده می‌شد اما امروزه تنها یک لقب است. همچنین لقب کمودور (و نه درجهٔ آن) را می‌توان برای اشاره به ناخدای ارشدتری خطاب کرد که از ناخدای (کاپیتان) یک کشتی بالاتر است (زیرا تنها فرمانده کشتی در حال حرکت را می‌توان با لقب ناخدا صدا زد). ناخداهای تفنگدار دریایی از واژه میجر (سرگرد) برای تفکیک بین ناخدای عرشه و ناخدای ارشدتر سوار بر کشتی (که فرمانده کشتی نیست) استفاده می‌کنند.

#### افسران رزمی یا ارشد
افسران ارشد یا افسران رزمی به آن دسته از افسران گفته می‌شود که بر یگان‌هایی فرمان می‌رانند که انتظار می‌رود بتوانند تا مدت زمان کوتاهی به تنهایی عمل کنند (مانند گردان‌های پیاده، هنگ‌های زرهی یا توپخانه، کشتی‌های جنگی یا اسکادران‌های هوایی). همچنین افسران رزمی معمولاً شغل‌های ستادی را پر می‌کنند.
درجه‌هایی که غالباً افسر ارشد خوانده می‌شوند عبارتند از: سرهنگ، سرهنگ دوم و سرگرد. در نیروی زمینی بریتانیا سروانی که دارای شغل آجودانی باشد نیز جزو افسران ارشد به‌شمار می‌رود. در بسیاری از کشورهای مشترک‌المنافع درجهٔ رزمی سرتیپ به عنوان افسر ارشد به کار می‌رود هر چند که وی شغل یک سرتیپ را در مقایسه با کشورهای دیگر انجام می‌دهد.
درجات افسران ارشد دریایی عبارت است از ناخدا یکم و ناخدا دوم. در برخی از کشورها درجهٔ کمودور نیز جزو افسران ارشد به‌شمار می‌رود. در برخی کشورهای دیگر درجه‌ای به نام ناخدا سوم که معادل سرگردی در نیروی زمینی است نیز جزو افسران ارشد به حساب می‌آید.
درجات افسران ارشد هوایی در کشورهای مشترک‌المنافع عبارتند از: کاپیتان گروه هوایی (Group Captain)، فرمانده گروه هوایی (Wing Commander) و فرمانده اسکادران (Squadron Leader). در کشورهای دیگر این درجات به ترتیب مشابه نیروی زمینی است.
در ایران به‌طور عامیانه برای اشاره به چنین افسرانی از اصطلاح قپه‌دار استفاده می‌شود که اشاره به نوع علائم منصوب بر روی سردوشی آنان دارد.

#### افسران جزء یا گروهان
درجات افسران جزء شامل چهار درجهٔ پایین افسری است. از یگان‌هایی که در اختیار این افسران گذارده می‌شود انتظار نمی‌رود که بتوانند به مدت زمان زیاد یا کم به تنهایی عمل کنند. در برخی از یگان‌ها از افسران جزء نیز در امور ستادی استفاده می‌شود. با این حال در برخی از نیروهای نظامی جهان ممکن است یک سروان به عنوان افسر ثابت فرمانده یک یگان در اندازه گروهان باشد که برای مثال می‌توان به یک اسکادارن مهندسی زمینی یا آتشبار توپخانه صحرایی اشاره کرد.
معمول‌ترین درجات افسران جزء عبارت است از درجه سروان و تقسیمات مختلف ستوان نظیر ستوان یکم و دوم (و سوم). این درجات در نیروی دریایی عبارتند از ناوسروان و ناوبان یکم و دوم (و سوم). برخی اوقات ناخدا سوم نیز جزو درجات افسران جزء حساب می‌شود. در کشورهای مشترک‌المنافع (به جز کانادا) درجات افسران جزء نیروی هوایی عبارت است از ستوان پرواز (Flight Lieutenant)، افسر پرواز (Flying Officer = معادل ستوان یکم هوایی) و افسر خلبان (Pilot Officer = معادل ستوان دوم هوایی).
«سپاه افسران ایالات متحده به ده دسته ضریب حقوقی تقسیم می‌شوند که به ترتیب در گروه‌های O-۱ تا O-۱۰ قرار می‌گیرند. افسرانی که در دسته‌های O-۱ تا O-۳ قرار می‌گیرند افسر گروهانی یا در سطح گروهان خوانده می‌شوند. در نیروی زمینی، سپاه تفنگداران دریایی و نیروی هوایی، دستهٔ O-۱ به ستوان دوم، O-۲ به ستوان یکم و O-۳ به سروان تعلق دارد. در نیروی دریایی نیز ناوبان دوم، ناوبان یکم و ناوسروان به ترتیب در آن دسته‌ها قرار می‌گیرند. افسرانی که در سه دستهٔ بعدی (از O-۴ تا O-۶) هستند افسر ارشد به حساب می‌آیند. در نیروی زمینی، سپاه تفنگداران دریایی و نیروی هوایی دستهٔ O-۴ به سرگرد، O-۵ به سرهنگ دوم و O-۶ به سرهنگ تعلق دارد. در نیروی دریایی نیز ناخدا سوم، ناخدا دوم و ناخدا یکم به ترتیب در همان دسته‌ها قرار می‌گیرند. چهار دستهٔ باقیمانده متعلق به امرای نیروی زمینی، سپاه تفنگداران دریایی، نیروی هوایی و نیروی دریایی است. در نیروی زمینی، سپاه تفنگداران دریایی و نیروی هوایی، دستهٔ O-۷ به سرتیپ، O-۸ به سرلشکر، O-۹ به سپهبد و O-۱۰ به ارتشبد تعلق دارد؛ در نیروی دریایی نیز به ترتیب دریادار، دریابان، دریاسالار و دریابد در دسته‌های مذکور قرار می‌گیرند.»

#### افسران تابع/افسران دانشجو
در آمریکا، بریتانیا و بسیاری از نیروهای مسلح غربی به افسرانی که در حال تحصیل هستند افسر دانشجو گفته می‌شود. درجهٔ ایشان در نیروی زمینی و هوایی کَدِت (Cadet) و در نیروی دریایی میدشیپ‌مَن (Midshipman) است. این دانشجوها معمولاً در دانشگاه‌های نظامی تحصیل می‌کنند ولی در برخی از کشورها (به خصوص در بسیاری از ایالات آمریکا) این دانشجویان در واحدهای نظامی که در کنار دانشکده‌های غیرنظامی واقع شده درس می‌خوانند که از میان آن‌ها می‌توان به سپاه آموزش افسران احتیاط ROTC اشاره کرد. این موضوع به دلیل آن است که از افسران انتظار می‌رود تا دست کم چهار سال تحصیلات دانشگاهی داشته باشند.
با این که دانشجویان نظامی از قدرت و اعتبار کم‌تری برخوردار هستند (معمولاً این دانشجویان هیچ قدرتی بر افسران، ستوانیاران یا درجه‌داران ندارند و تنها می‌توانند به افسران دانشجوی سال‌های پایین‌تر دستور بدهند). اما دانشجویان دریایی به‌طور تاریخی اختیارات محدودی در کشتی دارند که می‌توان برای نمونه به نیروی دریایی بریتانیا اشاره کرد. بعدها نیروی دریایی آمریکا نیز این اختیارات را در اختیار میدشیپ‌مَن‌های خود گذاشت اما پس از آن این اختیارات از آن‌ها گرفته شد تا با دیگر دانشجویان نظامی همسان گردند.
دانشجویان نظامی با درجهٔ کدت یا میدشیپ‌مَن می‌توانند به یک دورهٔ آموزشی دوازده هفته‌ای فشرده در آموزشگاه نامزدان افسری (OCS) بروند تا از درجهٔ خود به درجهٔ افسر ارتش دست یابند. هر نیرو دست کم دارای یک یا چند تا از این آموزشگاه‌ها است. دانشجویانی که به این دوره وارد می‌شوند، کاندیدا یا نامزد افسری خوانده می‌شوند.

### ستوانیاران
درجهٔ ستوانیاری در کشورها یا نیروهای مختلف به صورت‌های گوناگونی وجود دارد. برخی کشورها این ستوانیاران را به عنوان یک درجه‌دار تلقی می‌کنند یعنی او را جزو افسران به‌شمار نمی‌آورند. اما در برخی دیگر از کشورها درجهٔ ستوانیاری، درجه‌ای بین افسری و درجه‌داری است که به نفرات متخصص اعطا می‌شود.
در ایالات متحده، ستوانیاران با یک حکم (Warrant) منصوب می‌شوند و سپس توسط ریاست جمهوری (فرماندهی کل قوا) به درجهٔ ستوانیار نائل می‌گردند.
این درجه در ایران تا مدتی وجود داشت، اما بعدها لغو شد تا کسانی که مدارج درجه‌داری را طی می‌کردند به رتبه ستوان‌سومی ارتقا پیدا کنند. هم‌اکنون یک استوار یکم پس از پایان چهار سال توقف به جای دریافت درجهٔ ستوانیاری، می‌تواند یک افسر با درجه ستوان سوم شود.

### پرسنل درجه‌دار و سرباز
این دسته کسانی هستند که درجه‌شان پایین‌تر از افسری است و بیشینهٔ تودهٔ ارتش را تشکیل می‌دهند. این نظامیان که نشان درجهٔ خود را بر روی بازو نصب می‌کنند در کشورهای مختلف عناوین مختلفی دارند. برای مثال در آمریکا به آنان پرسنل داوطلب (Enlisted Personnel)، در بریتانیا و برخی از کشورهای دیگر درجه‌داران متفرقه (Other Ranks) و در کانادا اعضای بدون حکم یا تأییدنشده (Non-commissioned Members) گفته می‌شود.

### درجه‌داران
درجه‌داران (که در آمریکا و برخی کشورهای دیگر افسران بدون تأییدیه خوانده می‌شوند) آن دسته از پرسنل نظامی هستند که تحت فرمان یک افسر عمل کرده و اختیارات وسیعی از طرف وی برای سرپرستی و رسیدگی به دیگر اعضای نظامی داشته یا مسئول انجام امور مهم اداری می‌شوند. برداشت رایج پیرامون درجه‌داران در نیروی زمینی آمریکا و حتی بسیاری دیگر از کشورها این است که «درجه‌داران ستون فقرات ارتش هستند!» ایشان مسئول مراقبت و کنترل مستقیم اعضای نظامی جزء هستند و غالباً در یگان‌های رزمی به عنوان افسران اجرائیات عمل می‌کنند.
بالاترین و ارشدترین نفرات درجه‌دار به لحاظ رسمی پایین‌تر از افسران جزء و حتی ستوانیاران تلقی می‌شوند. با این حال اغلب این درجه‌داران دارای تجربهٔ بیشتری در امور رزمی و غیره نسبت به افسران جزء هستند. در بیشتر نیروهای زمینی جهان به دلیل آن که افسران جزء مسئولیت‌ها و اختیارات سنگین دارند اما از تجربهٔ کمتری برخوردارند، درجه‌داران ارشد را به عنوان سرگروهبان یگان در کنار ایشان می‌گمارند تا مشاوره‌های لازم را به آن‌ها بدهد. در برخی سازمان‌ها ممکن است درجه‌داران ارشد و قدیمی مسئولیت رسمی داشته و دارای احترام غیررسمی بیشتری نسبت به افسران جزء باشند. اما در این وضعیت هم احترام ستوانیاران بالاتر است زیرا ستوانیاران غالباً از بین درجه‌داران ارشد انتخاب می‌شوند.
درجات درجه‌داران در نیروی زمینی عبارت است از استوار، گروهبان و سرجوخه. در نیروی دریایی نیز به ایشان ناواستوار، مهناوی و سرناوی می‌گویند

### دیگر اعضای نظامی
به آن دسته از پرسنل نظامی که دارای هیچ‌گونه اختیارات فرماندهی نیستند و تنها ملزم به اطاعت از دستورهای مافوق بوده (که اصطلاحاً به آن‌ها در ایران امربَر گفته می‌شود) عناوینی چون سرباز (در نیروی زمینی)، سرباز/سرباز هوایی (Airman) (در نیروی هوایی)، گارد (در گارد ساحلی) و ناوی یا ملوان در (نیروی دریایی) داده می‌شود. در سپاه تفنگداران دریایی ایالات متحده بدون توجه به درجه به تمام پرسنل، تفنگدار (Marine) گفته می‌شود. در برخی از کشورها عنوان‌های دیگری برای سربازان صرف به کار برده می‌شود که این نام‌ها در واقع نشان‌دهندهٔ سطح دریافت دستمزد بوده و ربطی به اختیارات نظامی ندارد. این القاب ممکن است در برخی کشورها درجه حساب شوند و در برخی دیگر هیچ نشانهٔ مزیتی برای نفر ایجاد نکنند. هر درجه نشان‌دهندهٔ آن است که نفر تا چه اندازه و به چه میزان توانسته‌است به نحو احسن در جنگ یا تمرینات عمل کند.
مخاطب ایرانی باید توجه داشته باشد که درجهٔ سرباز با عنوان سرباز متفاوت است. در ارتش، تمام پرسنل خود را سربازان (Soldier) میهن می‌دانند که مراد از این واژه در این‌جا از خودگذشتگی و آمادگی برای جنگ است. اما درجهٔ سرباز (Private) صرفاً به کسانی گفته می‌شود که اختیار خاصی از لحاظ رزمی یا اداری بر نیروهای دیگر ندارند و باید صرفاً از دستورهای مافوق اطاعت کنند. شاید اصطلاح سرباز صرف (که به اشتباه به صورت سرباز صفر باب شده‌است) از آن رو استفاده می‌شود تا نشان‌دهندهٔ این موضوع باشد که وی صرفاً یک نظامی (سرباز) است که دارای هیچ اختیاراتی نیست.

## انتصاب
انتصاب (ترفیع درجه) اشاره به وسیله‌ای دارد که شخص از طریق آن، به مقامی رسیده و می‌تواند اختیارات خود را اعمال می‌کند. برای مثال در بسیاری از کشورهای پادشاهی، افسران از طریق کمیسیون پادشاهی و در بسیاری از کشورهای دیگر از طریق کمیسیون ریاست جمهوری در مقام افسری نصب می‌شوند. در کشورهای مشترک‌المنافع ستوانیاران نیز از پادشاه یا ریاست جمهوری حکم دریافت می‌کنند. در ایالات متحده، ریاست جمهوری افسران لایق را برای انتصاب به سنای این کشور معرفی می‌کند. بسیاری از این افسرها به صورت یک جا و با رأی‌گیری علنی منصوب می‌شوند؛ اما امرا لازم است که در برابر کمیسیون نیروهای مسلح حاضر شوند و به پرسش‌های اعضای آن پاسخ مناسب دهند تا بتوانند رضایت ایشان را پیش از اخذ رأی در سنا جلب کنند.
درجه‌داران به وسیلهٔ یک برگهٔ حکم که معمولاً از طریق فرمانده نیرو صادر می‌شود منصوب می‌شوند. ورود به نیرو نیز معمولاً با ثبت‌نام در آموزشگاه‌های درجه‌داری انجام می‌شود.
گاهی اوقات ممکن است که پرسنل در مقامی خدمت کنند که بالاتر از درجه‌شان هست. برای مثال در نیروی دریایی بریتانیا، ممکن بود یک ناخدا یکم کار یک کمودور را انجام دهد و در نیروی زمینی یک سرباز کار یک سرجوخه را.

## اندازه یگان فرماندهان ارتش ایران

### اندازهٔ یگان‌های ارتش ایران
هر چهار نفر یک تیم را تشکیل می‌دهند که نفر اول فرمانده تیم دارای اسلحهٔ کمری و شاید همراه با اسلحهٔ سازمانی ارتش که در حال حاضر ژ۳ می‌باشد، نفر دوم دارای اسلحهٔ ژ۳ یا تیربار، نفر سوم اسلحهٔ ژ۳ دوربین‌دار، و نفر چهارم خمپاره‌انداز، یا بعد از انقلاب آرپی‌جی زن می‌باشند. هر دو تیم یک گروه، به علاوه یک نفر فرمانده گروه جمعاً نه نفر. هر نه گروه به علاوه یک نفر فرمانده گروهان، یک گروهان. هر چهار گروهان یک گردان، شاید متشکل از سه گروهان پیاده و یک گروهان تدارکات یا …. هر سه گردان پیاده و یک گردان زرهی یک هنگ یا تیپ؛ که در اغلب مناطق نظامی ایران در قالب یک پادگان قرار می‌گیرند. هر سه یا چهار تیپ یک لشکر. هر سه یار چهار لشکر یک سپاه. هر سه یا چهار سپاه یک ارتش. نهایتاً طبق آیین‌نامهٔ ارتش جمهوری اسلامی ایران، تقسیم‌بندی بعدی با عنوان ارتش‌ها بیان شده که در حال حاضر ایران فاقد چنین رده‌ای از نیرو می‌باشد.
ارتش جمهوری اسلامی ایران دارای ۴ سپاه شامل ۴ لشکر زرهی و ۶ لشکر پیاده می‌باشد. نیروی هوایی آن دارای ۱۴ پایگاه هوایی با تمام تشکیلات یک تیپ کامل می‌باشد، که فرماندهی هر پایگاه را یک سرتیپ دو به عهده دارد. هرکدام از نیروهای چهارگانه، فرماندهی با درجهٔ سرتیپ داشته که نهایتاً فرماندهٔ کل ارتش سرلشکر می‌باشد. به علت فقدان دو درجهٔ بالاتر از سرلشکر در نیروهای نظامی ایران بعد از انقلاب، تمامی افسران ارتش و سپاه و نیروهای انتظامی و وزارت دفاع جمهوری اسلامی ایران عملاً در جایگاه سازمانی دو رتبه بالاتر از درجهٔ خود قرار می‌گیرند؛ که این امر یک مسئلهٔ خود به خودی نبوده و مدیریتی‌ست و در آیین‌نامهٔ ارتش احتمالاً نیامده است. به طوری که با انتصابات و انتقال اشخاص از اداره‌ای به ادارهٔ دیگر مد نظر فرماندهٔ ذی‌ربط قرار می‌گیرد.

### نمونه‌ای از اندازهٔ یگان و کاربرد اصطلاحات نظامی (سپاه تفنگداران دریایی آمریکا)
برای درک بهتر معنای این درجات - و برای آن که بتوان مقایسه‌ای بین آن‌ها در نیروهای مسلح جهان، ملل گوناگون و تنوع القاب و نشان‌ها به دست آورد - شناخت سطوح و اندازه‌های نسبی هر یگان مفید به نظر می‌رسد. برای این منظور از نیروهای زمینی سپاه تفنگداران دریایی ایالات متحده به عنوان الگو استفاده می‌کنیم. به یاد داشته باشید که در هر کشور ممکن است سیستم خاصی استفاده گردد. در واقع در نیروی زمینی آمریکا شخصی با درجهٔ یکسان با همتای خود در سپاه تفنگداران دریایی بر یگانی فرماندهی می‌کند که با اندازهٔ یگان آن شخص دیگر تفاوت دارد.
در بررسی سیر فرماندهی نفرات در این سیستم، از پایین به بالا، یک سرجوخه فرمانده یک تیم آتش به استعداد سه نفر به غیر از خود وی است، یک گروهبان یکم فرمانده یک گروه است که دارای سه تیم آتش باشد. در نتیجه یک گروه کامل در این نیرو ۱۳ نفر ظرفیت دارد. گروه‌ها را معمولاً با شماره مشخص می‌کنند، مثلاً گروه یکم، گروه دوم و…
یک ستوان بر یک دسته فرماندهی می‌کند که می‌تواند دارای سه یا چهار گروه باشد. در نیروهای پیاده تفنگداران دریایی، دسته‌های تفنگدار معمولاً دارای سه گروه تفنگدار به استعداد ۱۳ نفر، یک پزشکیار، یک فرمانده دسته و یک سرگروهبان دسته (که پس از فرمانده جایگاه دوم را دارد) هستند. یک دستهٔ ادوات به جای این سه گروه از یک قسمت خمپاره‌انداز ۶۰ میلی‌متری، یک قسمت هجومی (؟) و یک قسمت تیربار متوسط استفاده می‌کند. یک دسته پیاده بسته به نوع نیرو می‌تواند از ۴۲ تا ۵۵ نفر نیرو داشته باشد. دسته‌ها معمولاً شماره‌گذاری می‌شوند (دستهٔ یکم) یا طبق مأموریت اصلیشان نام‌گذاری می‌شوند (مثل دستهٔ خدمات).
| فارسی                    | پشتو           | انگلیسی              |
| سرباز صفر                |                | Private              |
| سرباز یکم                |                | Private First Class  |
| سرجوخه                   |                | Corporal             |
| گروهبان دوم              |                | Sergeant First Class |
| گروهبان                  |                | Sergeant             |
| سرگروهبان                |                | Master Sergeant      |
| استوار                   |                | Sergeant Major       |
| ستوان دوم                | دویم بریدمن    | 2nd Lieutenant       |
| ستوان یکم                | لمړی بریدمن    | 1st Lieutenant       |
| سروان                    | تورن           | Captain              |
| سرگرد                    | جګړن           | Major                |
| سرهنگ دوم                | ډګرمن          | Lieutenant Colonel   |
| سرهنگ                    | ډګروال         | Colonel              |
| سرتیپ                    | برید جنرال     | Brigadier General    |
| سرلشکر                   | تورن جنرال     | Major General        |
| سپهبد                    | ډګر جنرال      | Lieutenant General   |
| ارتشبد                   | ستر جنرال      | Four Star) General)  |
| رئیس ستاد ارتش           | لوی درستیز     | Chief of Staff       |
| فرمانده کل قوا           | اعلی‌سرقوماندان | Commander-in-Chief   |
| بزرگ‌ارتشتاران (منسوخ‌شده) |                | Field Marshal        |

یک سروان فرمانده یک گروهان می‌شود که معمولاً دارای چهار دسته (سه دستهٔ تفنگدار و یک دستهٔ ادوات) است. مرکز فرماندهی وی می‌تواند شامل یک Gunnery Sergeant به همراه هفت نفر دیگر باشد. در نتیجه یک گروهان می‌تواند بین ۱۷۵ تا ۲۲۵ نیرو داشته باشد. یک سروان ممکن است بر یگان‌های همسانی نظیر آتشبار یا قسمت (Detachment) نیز فرماندهی کند. در کشورهای انگلیسی‌زبان معمولاً از حروف الفبا برای نام‌گذاری گروهان‌ها استفاده می‌شود اما در کشورهای غیرانگلیسی‌زبان از اعداد استفاده می‌شود.
یک سرهنگ دوم، فرمانده یک گردان یا اسکادران می‌شود که غالباً دارای چهار گروهان به همراه اعضای ستاد گردان می‌باشد. یک گردان می‌تواند بین ۵۰۰ تا ۱۵۰۰ نفر نیرو داشته باشد که معمولاً در قالب دو تا شش گروهان قرار می‌گیرند.
یک سرهنگ بر یک هنگ یا گروه هوایی فرماندهی می‌کند که غالباً دارای چهار گردان (در یگان‌های پیاده) یا پنج تا شش گروه هوایی (در گروه هوایی) است. گردان‌ها و هنگ‌ها معمولاً شماره‌گذاری می‌شوند که این شماره‌گذاری می‌تواند هم به صورت یک گردان مستقل باشد و هم به صورت بخشی از ساختار هنگ. برای مثال ۱/۱ تفنگداران دریایی در سپاه تفنگداران دریایی یا گردان ۱–۵۰۱ پیاده در نیروی زمینی آمریکا.
برای درک بهتر مثال آخر بهتر است به سراغ یک یگان واقعی برویم. گردان یکم از هنگ یکم تفنگداران دریایی از لشکر یکم تفنگداران دریایی از نیروی یکم اعزامی تفنگداران دریایی از سه گروهان پیاده، یک گروهان ادوات و یک گروهان خدمات و ستاد تشکیل شده‌است. بالاتر از آن، هنگ یکم تفنگدار دریایی (یا همان تفنگدارهای دریایی یکم؛ در اصطلاح ارتش آمریکا) از چهار گردان، یک گروهان ستاد هنگ تشکیل یافته‌است. گروه کنترل هوایی ۱۸، از گروه هوایی یکم تفنگدار دریایی، از نیروی سوم (III) اعزامی تفنگداران دریایی، از چهار اسکادران، یک آتشبار و یک detachment که مجموعه‌ای از یگان‌هایی با اندازه‌های مختلف تحت یک یگان به اندازهٔ هنگ است تشکیل شده‌است.
به‌طور سنتی در سطح بعدی تیپ قرار می‌گیرد که توسط یک سرتیپ فرماندهی می‌شود و معمولاً دارای دو یا چند هنگ است. اما این ساختار امروزه دیگر منسوخ شده‌است. امروزه در نیروی زمینی آمریکا یک تیپ از نظر اندازه تقریباً برابر با هنگی است که بین سه تا هفت گردان داشته باشد. استعداد آن معمولاً در حدود ۱۵۰۰ تا ۳۵۰۰ نفر است. اما تیپ‌ها در سپاه تفنگداران دریایی آمریکا تنها به منظور انجام مأموریت‌های خاص شکل می‌گیرند. همچنین این تیپ‌ها از لحاظ اندازه بزرگتر و دارای گردان‌های متنوع‌تری نسبت به هنگ هستند. به این صورت این تیپ‌ها می‌توانند نقش سنتی خود را به عنوان کوچکترین آرایشی که می‌تواند به‌طور مستقل و بدون دریافت پشتیبانی خدماتی- تاکتیکی از بیرون عمل کند در میدان نبرد پیاده کنند. تیپ‌ها هم معمولاً شماره‌گذاری می‌شوند.
سطح بالاتر از هنگ و تیپ، لشکر نام دارد که توسط یک سرلشکر فرماندهی می‌شود و دارای ۱۰٬۰۰۰ تا ۲۰٬۰۰۰ نفر نیرو است. برای مثال لشکر یکم تفنگدار دریایی از چهار هنگ تفنگدار دریایی (از همان نوع یادشده)، یک گردان هجومی آبخاکی، یک گردان شناسایی، دو گردان شناسایی زره‌سبک، یک گردان مهندسی رزمی، یک گردان تانک و یک گردان ستادی لشکر که جمعاً به اندازه ۱۹٬۰۰۰ نفر می‌شوند تشکیل شده‌است. (درون گردان ستادی لشکر، یک گروهان ستادی، یک گروهان خدماتی، یک گروهان دژبان، یک گروهان مخابرات و یک گروهان ترابری قرار دارند) از یک یگان مشابه درون نیروی اعزامی تفنگدار دریایی (MEF) می‌توان گروه پشتیبانی (MLG) را نام برد که یک یگان در حد هنگ نیست بلکه یگان پشتیبانی بسیار بزرگتری است که دارای چندین گردان از پرسنل خدماتی است. لشکرها را معمولاً شماره‌گذاری می‌کنند اما ممکن است آن‌ها را بر اساس نوع مأموریت یا نام یک شخصیت برجسته نام‌گذاری کنند.
لشکر یکم تفنگدار دریایی بخشی از نیروی اعزامی تفنگدار دریایی است. این نیرو همچنین دارای یگان‌های نظیر گروه هوایی سوم تفنگدار دریایی، گروه اول پشتیبانی تفنگدار دریایی، تیپ اول اعزامی تفنگدار دریایی (در صورت نیاز)، سه یگان اعزامی تفنگدار دریایی (که دارای گروه‌های بالگرد هستند) و یک گروه مأموریت هوانیروز تفنگدار دریایی در حد گردان است. در سپاه تفنگداران دریایی ایالات متحده کلاً سه نیروی اعزامی تفنگدار دریایی وجود دارد.
در نیروی زمینی ایالات متحده سطح بالاتر از لشکر، سپاه نام دارد اما این سطح در تفنگداران دریایی نیروی اعزامی تفنگدار دریایی گفته می‌شود. فرمانده آن نیز یک سپهبد است. در بسیاری از نیروهای زمینی جهان، یک سپاه دارای ۶۰٬۰۰۰ نفر نیرو است که معمولاً به سه لشکر تقسیم می‌شود. سپاه (و دیگر سازمان‌های مشابه آن) معمولاً توسط اعداد رومی مشخص می‌شوند و اگر این سپاه‌ها در قالب نیروهای مشترک (بین‌المللی) باشند ملیتشان نیز به آن اعداد اضافه می‌شود. برای مثال V (US) Corps (سپاه پنجم آمریکا), VIII (ROK) Corps (سپاه هشتم بریتانیا), II MEF (سپاه دوم تفنگدار دریایی), I Canadian Corps (سپاه یکم کانادا).
در طول جنگ جهانی دوم، به دلیل حجم گستردهٔ نبرد، چندین سپاه در نیروهای زمینی گنجانده می‌شد و در تئوری یک ژنرال یا ارتشبد (چهار ستاره) ولی در عمل یک سپهبد (سه ستاره) بر آن نیرو که بالغ بر ۲۴۰٬۰۰۰ نفر داشت فرماندهی می‌کرد. نیروها به وسیلهٔ شمارهٔ حروفی یا عناوین مأموریت، نام‌گذاری می‌شوند و اگر در قالب نبردهای مشترک بین‌الملی باشند نام ملیتشان هم به آن عنوان اضافه می‌شود. مثال: نیروی زمینی هشتم (آمریکا) (Eighth (US) Army)، نیروی زمینی سوم بریتانیا (Third (ROK) Army)، نیروی زمینی بریتانیا در راین (British Army of the Rhine (BAOR)).
این نیروها نیز در قالب گروه نیرو (یا گروه ارتش) دسته‌بندی می‌شوند. این گروه بزرگترین سازمان رزمی است که در جنگ‌های نوین توسط یک فرمانده اداره می‌گردد. گروه‌های نیرو تا به حال بین ۴۰۰٬۰۰۰ تا ۱٬۵۰۰٬۰۰۰ نیرو داشته‌اند. برای شناسایی گروه نیرو از اعداد رقمی استفاده می‌شود و اگر این یگان در قالب گروه‌های بین‌المللی باشد از نشان بین‌المللی کشورها نیز در عنوان استفاده می‌گردد. مثال: 12 (BR) Army Group (گروه ارتش ۱۲ بریتانیا).
این مثال‌ها استانداردهایی را نشان می‌دهند که در کل جهان و در طول تاریخ مصداق دارند: درجه به‌طور کلی اندازهٔ یگان فرماندهی را در یک سامانهٔ تو در توی متشکل از درجات و یگان‌ها تداعی می‌کند. با این وجود، اندازهٔ یگانی که برای یک درجهٔ خاص در نظر گرفته می‌شود بستگی به مأموریت آن یگان، نوع سلاح‌های آن و راهبرد جنگ دارد.